# 唐朝好男人2
《唐朝好男人2》，2014年上映于中国大陆的古装喜劇類型的網絡劇，承接第一部《唐朝好男人》，导演孙恺凯，主演张钧涵、李昕岳、夏一瑶、刘唱。2014年4月25日首播。

## 剧情
该剧承接第一部，继续讲述小职员王子豪穿越到唐朝摇身一变没落贵族，用21世纪知识在唐朝如鱼得水，过着逍遥快活的生活。

## 演出
| 演员   | 角色     | 备注 |
| 張钧涵 | 王子豪   |      |
| 李昕岳 | 兰陵公主 |      |
| 夏一瑶 | 陈学颖   |      |
| 六唱   | 二女     |      |